# Mangosta de musell llarg
La mangosta de musell llarg (Xenogale naso) és una mangosta nativa del Camerun, República del Congo, República Democràtica del Congo, Guinea Equatorial, el Gabon, Kenya, el Níger i Tanzània.

## Nom
El nom deriva de la particularitat que té el musell molt allargat. El descobriment de l'espècie es remunta al 1901.

## Descripció
La mangosta de musell llarg té un longitud conjunta del cap i del cos que varia entre 52 i 59 centímetres. La cua, una mica més curta, fa entre 36 i 43 centímetres. El seu pes varia entre 3 i 4,2 quilos.
El pelatge és color marró fosc, amb vetes de color beix.

## Subespècies
- Xenogale naso microdon
- Xenogale naso naso